# 畸形真藓
畸形真藓（学名：Bryum paradoxum），又名近高山真藓，为真藓科真藓属下的一个种。

## 扩展阅读
- 維基物種上的相關：畸形真藓